# Cheng (Longnan)
Der Kreis Cheng (chinesisch 成县, Pinyin Chéng Xiàn) ist ein Kreis der bezirksfreien Stadt Longnan im Südosten der nordwestchinesischen Provinz Gansu. Er hat eine Fläche von 1.677 km² und zählt 246.800 Einwohner (Stand: Ende 2018). Sein Hauptort ist die Großgemeinde Chengguan (城关镇).
Die Xixiasong-Felsinschrift (Xixiasong moya shike 西峡颂摩崖石刻) steht seit 2001 auf der Liste der Denkmäler der Volksrepublik China (5-468).